# Алкионидес (острова)
Алкионидес (греч. Αλκυονίδες νήσοι) — группа необитаемых островов в Греции, у входа в залив Алкионидес в восточной части Коринфского залива Ионического моря, к юго-востоку от мыса Трахилос (Тамбурло), к северо-востоку от мыса Олмие (Ακρωτήριο Ολμιών, Ὀλμιαί, лат. Olmiae). Административно относятся к сообществу Лутракион-Перахора в общине Лутракион-Перахора-Айи-Теодори в периферийной единице Коринфия в периферии Пелопоннес. Наивысшая точка 67 м над уровнем моря на острове Зоодохос-Пийи.
Включает острова: Гларонисион (Γλαρονήσι), Даскальо (Δασκαλειό), Зоодохос-Пийи (Ζωοδόχο Πηγή), Прасонисион (Πρασονήσι).
Название получили от алкионид, дочерей великана Алкионея.
24 февраля 1981 года произошло землетрясение на Алкионидес силой 6,7 балла по шкале Рихтера, которое вызвало серьёзные разрушения на материке. Землетрясение повторилось 25 февраля (6,4 балла) и 4 марта (6,3 балла). Погибло 20 человек, землетрясение затронуло Афины.